# Pavel Sudoplatov
Pavel Anatol'evič Sudoplatov (in russo: Па́вел Анато́льевич Судопла́тов; Melitopol', 7 luglio 1907 – Mosca, 24 settembre 1996) è stato un generale e agente segreto sovietico.
Membro di GPU, NKVD, MGB, e MVD, arrivò al grado di tenente generale. Svolse un ruolo da protagonista come supervisore in numerosi episodi celebri della storia sovietica durante lo stalinismo incluso l'assassinio di Lev Trockij, il programma di spionaggio verso gli Stati Uniti per ottenere informazioni circa il Progetto Manhattan, e l'operazione Berezino in Germania.

## Biografia
Sudoplatov nacque a Melitopol', nel Governatorato della Tauride, Impero russo (nel territorio dell'odierna Ucraina), da madre ucraina e padre russo, e fu battezzato secondo il rito della Chiesa Ortodossa russa. Nel 1919 all'età di dodici anni lasciò la casa natale per entrare nell'Armata Rossa. Lì si trovò a combattere sia l'Armata Bianca che i nazionalisti ucraini durante la guerra civile russa.

### Carriera
Sudoplatov fu reclutato nella Čeka nel 1921, all'età di quattordici anni, e nel 1927 venne promosso al dipartimento della polizia segreta del Direttorato politico dello Stato ucraino (OGPU).
Si trasferisce all'OGPU sovietico nel 1933, spostandosi a Mosca, e presto inizia a svolgere funzioni da agente segreto,  operando sotto copertura in varie nazioni europee.

#### Assassinio di Jevhen Konovalec'
Il 23 maggio 1938, egli assassinò personalmente il leader nazionalista ucraino Jevhen Konovalec' a Rotterdam donandogli una scatola di cioccolatini contenente una bomba.
Secondo quanto dichiarato dallo stesso Sudoplatov, l'ordine di eliminare Konovalec' veniva direttamente da Stalin, che gli aveva personalmente detto: «Questo non è semplicemente un atto di vendetta, anche se Konovalec' è un "agente" del fascismo tedesco. Il nostro obiettivo è quello di "decapitare" il movimento fascista ucraino all'insorgere della guerra e costringere questi "delinquenti" ad annientarsi a vicenda nella lotta per il potere».
Dopo aver consegnato il pacco bomba a Konovalec', Pavel Sudoplatov si allontanò con calma ed aspettò nei paraggi lo scoppio della stessa. Quindi prese un treno diretto a Parigi. Da lì, con l'assistenza dell'NKVD, fu portato in territorio spagnolo, dove per breve tempo prese parte ai combattimenti del fronte popolare contro i nazionalisti di Francisco Franco durante la guerra civile spagnola.
A causa della sua scomparsa improvvisa, sia la polizia olandese che l'Organizzazione dei Nazionalisti Ucraini (OUN) sospettarono immediatamente Sudoplatov dell'omicidio di Konovalec'. Nel frattempo, una fotografia che ritraeva insieme Sudoplatov e Konovalec' venne distribuita tra i militanti dell'OUN.

#### NKVD
Alla fine del 1938, egli venne promosso direttore del dipartimento esteri dell'NKVD (nome con il quale era stato appena rinominato l'OGPU) a seguito delle purghe che avevano eliminato la passata direzione, culminate nell'arresto di Nikolaj Ežov (poi rimpiazzato da Lavrentij Berija). Poco tempo dopo, anche Sudoplatov rischiò di finire vittima delle "Grandi purghe".

#### Assassinio di Lev Trockij
Nel marzo 1939, Stalin riabilitò Sudoplatov, e lo mise a capo, insieme a Naum Isaakovič Ejtingon, dell'operazione internazionale messa in atto per uccidere Trockij, che venne portata a termine con successo nell'agosto 1940.

#### Seconda guerra mondiale
Durante la seconda guerra mondiale, l'unità di sicurezza capitanata da Sudoplatov aiutò nell'organizzare la guerriglia contro i tedeschi, oltre che compiendo attentati e sabotaggi nei confronti dei nazisti.
Alla fine del luglio 1941, su ordine di Lavrentij Berija, Sudoplatov si incontrò in segreto (in un ristorante georgiano nel centro di Mosca) con l'ambasciatore bulgaro, che all'epoca era il rappresentante della Germania in Unione Sovietica. Sudoplatov chiese all'ambasciatore se Hitler avesse intenzione di fermare l'avanzata delle sue truppe in URSS, in cambio di ampie porzioni del territorio sovietico. Non è mai stato chiarito se la proposta fosse vera o se si trattasse semplicemente di un tentativo da parte dei sovietici di prendere tempo.

#### "Dipartimento S" e bomba atomica
Nel febbraio 1944, Berija nominò Sudoplatov a capo del neo-costituito "Dipartimento S", che, secondo Sudoplatov, metteva insieme sia i servizi segreti militari (GRU) che quelli dell'NKVD nello sforzo di aiutare e mettere in sicurezza il progetto atomico sovietico. L'esatto ruolo e contributo di Sudoplatov, come anche l'affermazione che "orchestrò il furto di segreti atomici dagli Stati Uniti grazie all'aiuto di eminenti scienziati" è tuttora materia di dibattito, in quanto secondo i servizi segreti russi, il Dipartimento S fu creato nel settembre 1945, e Sudoplatov ebbe accesso limitato al progetto sovietico per la bomba atomica solo a partire da quella data e fino all'ottobre 1946, e non ebbe nessun contatto con gli agenti dello spionaggio dislocati all'estero preposti al furto di informazioni sull'atomica statunitense.

#### MGB
Nell'estate del 1946, Sudoplatov venne rimosso da entrambi gli incarichi, e in settembre venne posto a capo dell'MGB, organizzazione appena nata preposta ad azioni di sabotaggio nei Paesi occidentali. Nel novembre 1949, aiutò la repressione dei movimenti di guerriglia del Fronte di Liberazione Ucraino, retaggio della seconda guerra mondiale.

#### MVD
Nella primavera del 1953, circa all'epoca della morte di Stalin, Sudoplatov divenne responsabile del dipartimento delle forze speciali dell'MVD, organo preposto all'organizzazione ed attuazione di attività di spionaggio e sabotaggio nei Paesi della NATO, in caso essi avessero intrapreso azioni ostili verso l'Unione Sovietica.

### Arresto, processo e detenzione
A seguito della caduta di Lavrentij Berija, Sudoplatov fu arrestato il 21 agosto 1953 in qualità di uno dei suoi principali collaboratori. Egli si finse pazzo per evitare di essere fucilato insieme a Berija, e il suo processo venne posticipato fino al 1958. Venne accusato, tra le altre cose, di coinvolgimento nell'affare "Mairanovski" inerente numerosi casi di tortura ai danni di prigionieri del regime tra il 1942 e il 1946.
Sudoplatov fu condannato a quindici anni di carcere. Dopo aver scontato l'intera condanna (periodo nel quale venne a contatto con numerosi ex collaboratori di Stalin anch'essi imprigionati), venne rilasciato nell'agosto 1968.

### Vita successiva e memorie
Successivamente lavorò saltuariamente come traduttore dal tedesco e dall'ucraino, e pubblicò anche tre libri sotto lo pseudonimo "Anatolij Andreev" basati sulle sue attività durante la seconda guerra mondiale.
Il 10 gennaio 1992, caddero le accuse a suo carico e la sua figura venne alla fine riabilitata dopo la dissoluzione dell'Unione Sovietica. Nel 1994 scrisse la propria autobiografia, intitolata Incarichi speciali. Le memorie di una spia del KGB, basandosi in parte sulle sue memorie, ed in parte su documenti del KGB, scritta con l'aiuto del figlio Anatolij e di due scrittori statunitensi. Il libro causò considerevole scalpore. In aggiunta al racconto dettagliato di numerose operazioni dei servizi sovietici, e della descrizione delle macchinazioni politiche all'interno del governo sovietico, nel libro Sudoplatov afferma che alcuni scienziati occidentali che lavorarono al progetto della bomba atomica, come per esempio Robert Oppenheimer, pur non essendo agenti segreti reclutati dall'Unione Sovietica, fornirono importanti informazioni al governo sovietico. In principio, la rivelazione fu trattata come uno scoop dai mass media statunitensi, ma successivamente la notizia venne smentita sia dai servizi segreti russi e sia dall'F.B.I., oltre che dalla comunità scientifica e dagli storici in generale.

### Morte
Sudoplatov morì il 24 settembre 1996 e fu sepolto accanto alla moglie nel cimitero Donskoj a Mosca.